# Sunset (Breaking Bad)
"Sunset" es el sexto episodio de la tercera temporada de la serie dramática de televisión estadounidense Breaking Bad, y el episodio número 26 de la serie. Escrito y dirigido por John Shiban, se emitió en AMC en Estados Unidos y Canadá el 25 de abril de 2010. El episodio presenta a Gale Boetticher, interpretado por David Costabile.

## Argumento
Walt se instala en su nuevo entorno, y le agrada su nuevo y bien calificado asistente de laboratorio, Gale. Jesse muestra su metanfetamina a Badger y Skinny Pete, y los alista para que ingresen al tráfico de drogas junto a él nuevamente, prometiendo que no cometerán los mismos errores que hicieron que mataran a Combo. Los dos están de acuerdo a regañadientes. Mientras tanto, Hank ahora está vigilando a Jesse debido a su conexión con Combo, creyendo que el RV de la madre de Combo está en su poder. Recibe una llamada de Marie, quien sugiere que le pregunte a Walt al respecto, debido a la asociación previa de Walt con Jesse. Hank sigue su consejo y llama a Walt, preguntándole si recuerda que Jesse tiene una casa rodante. Alarmado al instante, Walt se da cuenta de que ahora debe deshacerse del RV antes de que Hank pueda encontrarlo.
Los primos se presentan en Los Pollos Hermanos, y se sientan en una cabina, cada vez más impacientes y enojados porque Gus todavía se interpone en el camino de ellos llevando a cabo su golpe contra Walt. Gus finalmente los confronta y les dice que se encontrarán al atardecer.
Walt conduce hasta el lote de Clovis, quien está arreglando la casa rodante mientras charla con Badger. Walt le informa que la DEA está tratando de encontrar la casa rodante y que deben deshacerse de ella. Clovis le cuenta sobre Old Joe, un hombre que posee un depósito de chatarra y podrá destruir el RV sin hacer preguntas. Badger llama a Jesse y le dice que Walt planea destruir el RV, lo que lo lleva a correr al depósito de chatarra. Hank lo sigue.
Walt conduce la casa rodante hasta el depósito de chatarra y le paga al Old Joe para que la deseche. Un Jesse enfurecido aparece de repente, y Walt, horrorizado, se da cuenta de que ha llevado a Hank directamente hacia ellos. Los dos se encierran dentro de la casa rodante mientras Hank intenta forzar la puerta para abrirla. Old Joe interviene y le dice a Hank que un vehículo recreativo es un domicilio y, por lo tanto, no puede registrarlo legalmente sin una orden judicial. Hank cede y llama a la oficina de la DEA para pedir una orden judicial. Pensando rápidamente, a Walt se le ocurre un plan para alejarlo: pide a la secretaria de Saúl, Francesca, que llame a Hank para decirle que Marie ha tenido un accidente automovilístico y que la llevan de urgencia al hospital en estado crítico. Hank deja el depósito de chatarra y se apresura al hospital, pero poco después de llegar, recibe una llamada de Marie y se da cuenta de que todo fue un engaño. Hirviendo de ira por haber sido engañado, Hank se da cuenta de que Jesse estaba de alguna manera detrás de eso. Con Hank fuera, Old Joe desecha la casa rodante mientras Walt y Jesse observan solemnemente.
Gus se encuentra con los primos al atardecer en un lugar remoto. Él les dice de nuevo que no les permitirá matar a Walt hasta que su negocio con él haya concluido, pero les da su bendición para ir tras el hombre que realmente apretó el gatillo con Tuco: Hank.

## Producción
El episodio fue escrito y dirigido por John Shiban; se emitió en AMC en los Estados Unidos y Canadá el 25 de abril de 2010.

## Recepción
Donna Bowman le dio a "Sunset" una A. Seth Amitin le dio al episodio un 9/10, "Increíble", elogiando la intensidad en el clímax a pesar de que ningún personaje estaba en peligro directo.
En Breaking Bad 101: The Complete Critical Companion, Alan Sepinwall escribe que la conclusión de Sunset es muy "Breaking Bad de la vieja escuela", porque en la forma en que Jesse y Walt logran empeorar un problema grave, solo Walt piensa en una ingeniosa solución para salir de la situación.
En 2019, The Ringer clasificó a "Sunset" como el 33° mejor de un total de 62 episodios de Breaking Bad.

### Audiencia
La emisión original del episodio fue vista por 1,64 millones de personas, lo que supuso un aumento de los 1,61 millones del episodio anterior, "Más".